# Lamprotornis mevesii
Lamprotornis mevesii là một loài chim trong họ Sturnidae.